# Casiano Arrizabalaga Dehesa
Casiano Arrizabalaga Dehesa (nacido en 1816 en Ejea de los Caballeros, Zaragoza) fue un abogado y político español.

## Reseña biográfica
Infanzón. Fue abogado y fundador de la Casa de Banca Ferruz y Arrizabalaga.
Diputado Provincial en representación del distrito Ejea-Sos.
Del 04 de enero de 1883 al 07 de noviembre de 1884 fue Presidente de la Diputación Provincial de Zaragoza.
| Predecesor: Martín Villar García | Presidente de la Diputación Provincial de Zaragoza 04 de enero de 1883 - 07 de noviembre de 1884 | Sucesor: Rafael Cistué Navarro |